# Рузанов, Владимир Александрович
Владимир Александрович Рузанов (род. 27 ноября 1963, СССР) — российский актёр, режиссёр.

## Биография
Закончил Горьковское театральное училище, специальность — актер театра (мастера В. М. Крипец, С. Э. Лерман). Закончил режиссёрский факультет Театрального института им. Б. Щукина при Государственном академическом театре им. Евг. Вахтангова (мастера С. И . Яшин, А. М. Поламишев).
С 1987 по 1999 год работал актёром в  Ростовском академическом молодежном театре (ТЮЗ). В 1987 году сыграл главную роль в знаменитой рок-опере «Собаки».
С 2000 по 2011 год работал актером и режиссером в Ростовском академическом театре драмы им. М. Горького.

## Работы в кино

### Режиссёр
- 2013 — «Криминальный папа».[5]

### Актёр
- 2022 — «ЮЗЗЗ» (сериал). Ларин.
- 2018 — «Расплата» (сериал). Денис, торговец оружием.
- 2016 — «Челночницы» (сериал). Костя, автослесарь.
- 2016 — «Полицейский с Рублёвки» (сериал).
- 2016 — «Всё по закону» (сериал). Помощник дежурного.
- 2015 — «Казаки» (сериал). Погребняк.
- 2014 — «Если ты не со мной» (сериал).
- 2014 — «Верю не верю» (сериал). Шагин.
- 2014 — «Мужские каникулы» (сериал).
- 2013 — «Хуторянин» (сериал).
- 2013 — «Ангел или демон» (сериал).[2]
- 2011 — «Прокурорская проверка» (сериал).
- 2007 — «След» (сериал).
- 2005 — «Атаман» (сериал).
- 2004 — «Боец» (сериал). Оперативник.
- 2004—2013 — «Кулагин и партнеры» (сериал).
- 2003 — «Оперативный псевдоним» (сериал). Слепцов.
- 2000 — «Ростов-Папа» (сериал, реж Кирилл Серебренников). Федя.

## Работы в театре

### Режиссёр
- 2013 — «Шуба-дуба» (Сергей Медведев). Мордовский национальный театр, Саранск.
- 2014 — «Секретный проект „Жуки-64“» (Сергей Медведев). Театр «18+», Ростов-на-Дону.[6]
- 2014 — «Елена Премудрая» (Михаил Бартенев). Новошахтинский драматический театр, Новошахтинск.[7]

### Актёр
- 1987 — «Собаки». Ростовский ТЮЗ, Ростов-на-Дону. Гордый.[3][2]